# Кінонагорода MTV найкращому лиходію
Кінонагорода MTV найкращому лиходію (англ. MTV Movie Award for Best Villain) вручається з 1992 року. 2012 року нагороду було перейменовано на Кінонагороду MTV найбільшому мішку лайна на екрані (англ. MTV Movie Award for Best On-Screen Dirt Bag), а наступного року була відновлена колишня назва.

## Цікаві факти
- Двоє з переможців (Дензел Вашингтон і Гіт Леджер) також отримали нагороди Оскар за свої виступи.
- 1999 року Метт Діллон і Стівен Дорфф поділили нагороду.
- Алія та Гіт Леджер у 2002 та 2009 роках відповідно були номіновані посмертно (Леджер також посмертно переміг).
- Денієл Редкліфф став першим лауреатом, який виграв і цю нагороду, і найкращого героя.
- Двейн Джонсон, Юен Мак-Грегор і Том Круз були номіновані в категоріях і найкращому лиходію, і найкращому герою, але ніколи не перемагали в жодній.

## Переможці й номінанти

### 1990-ті
| Рік                           | Переможці й номінанти                      | Фільм                        | Роль |
| ----------------------------- | ------------------------------------------ | ---------------------------- | ---- |
| 1992                          |                                            |                              |      |
| Ребекка де Морней             | Рука, що качає колиску                     | Пейтон Фландерс / місіс Мотт |      |
| Роберт Де Ніро                | Мис страху                                 | Макс Кейді                   |      |
| Роберт Патрік                 | Термінатор 2: Судний день                  | Термінатор Т-800             |      |
| Алан Рікман                   | Робін Гуд: Принц злодіїв                   | Шериф Георг                  |      |
| Веслі Снайпс                  | Нью-Джек-Сіті                              | Ніно Браун                   |      |
| 1993                          |                                            |                              |      |
| Дженніфер Джейсон Лі          | Самотня біла жінка                         | Гедра Карлсон                |      |
| Денні Девіто                  | Бетмен повертається                        | Освальд Кобблпот / Пінгвін   |      |
| Рей Ліотта                    | Незаконне вторгнення                       | офіцер Піт Девіс             |      |
| Джек Ніколсон                 | Декілька хороших хлопців                   | полковник Натан Р. Джессап   |      |
| Шерон Стоун                   | Основний інстинкт                          | письменниця Катерина Трамелл |      |
| 1994                          |                                            |                              |      |
| Алісія Сільверстоун           | Захоплення                                 | Едріан / Дарьян Форрестер    |      |
| Маколей Калкін                | Хороший син                                | Генрі                        |      |
| Джон Малкович                 | На лінії вогню                             | Мітч Лірі                    |      |
| Веслі Снайпс                  | Руйнівник                                  | Саймон Фенікс                |      |
| —                             | Парк Юрського періоду                      | тиранозавр                   |      |
| 1995                          |                                            |                              |      |
| Денніс Гоппер                 | Швидкість                                  | Говард Пейн                  |      |
| Том Круз                      | Інтерв'ю з вампіром: Хроніка життя вампіра | Лестат де Ліонкур            |      |
| Джеремі Айронс                | Король Лев                                 | Шрам (Скар) (голос)          |      |
| Томмі Лі Джонс                | Віднесені вибухом                          | Раян Ґеріті                  |      |
| Демі Мур                      | Викриття                                   | Мередіт Джонсон              |      |
| 1996                          |                                            |                              |      |
| Кевін Спейсі                  | Сім                                        | Джон Доу                     |      |
| Джим Керрі                    | Бетмен назавжди                            | Едвард Ніґма / Загадник      |      |
| Томмі Лі Джонс                | Бетмен назавжди                            | Гарві Дент / Дволикий        |      |
| Джо Пеші                      | Казино                                     | Нікі Санторо                 |      |
| Джон Траволта                 | Зламана стріла                             | майор Вік «Дік» Дікінс       |      |
| 1997                          |                                            |                              |      |
| Джим Керрі                    | Кабельник                                  | кабельник Ерні Дуглас        |      |
| Роберт Де Ніро                | Фанат                                      | Гілберт «Гіл» Ренар          |      |
| Едвард Нортон                 | Первісний страх                            | Аарон Стемплер               |      |
| Кіфер Сазерленд               | Час вбивати                                | Фредді Лі Кобб               |      |
| Марк Волберг                  | Страх                                      | Девід Маккол                 |      |
| 1998                          |                                            |                              |      |
| Майк Маєрс                    | Остін Паверс: Міжнародна людина-загадка    | Остін Паверс / Доктор Зло    |      |
| Джон Траволта / Ніколас Кейдж | Без обличчя                                | Кастор Трой                  |      |
| Ґері Олдмен                   | Літак президента                           | Іван Коршунов]               |      |
| Аль Пачино                    | Адвокат Диявола                            | Джон Мілтон                  |      |
| Біллі Зейн                    | Титанік                                    | Каледон (Кел) Натан Гоклі    |      |
| 1999                          |                                            |                              |      |
| Метт Діллон Стівен Дорфф      | Дещо про Мері Блейд                        | Пет Гілі Диякон Фрост        |      |
| Бред Дуріф                    | Наречена Чакі                              | Чакі                         |      |
| Джет Лі                       | Смертельна зброя 4                         | Ва Сінг Ку                   |      |
| Роуз Мак-Гавен                | Королеви вбивства                          | Кортні Шейн                  |      |

### 2000-ні
| Рік                | Переможці й номінанти                               | Фільм                              | Роль |
| ------------------ | --------------------------------------------------- | ---------------------------------- | ---- |
| 2000               |                                                     |                                    |      |
| Майк Маєрс         | Остін Паверс: Шпигун, який мене звабив              | Остін Паверс / Доктор Зло          |      |
| Метт Деймон        | Талановитий містер Ріплі                            | Том Ріплі                          |      |
| Сара Мішель Геллар | Жорстокі ігри                                       | Кетрін Мертел                      |      |
| Рей Парк           | Зоряні війни: Прихована загроза                     | Дарт Мол                           |      |
| Крістофер Вокен    | Сонна лощина                                        | вершник без голови                 |      |
| 2001               |                                                     |                                    |      |
| Джим Керрі         | Як Ґрінч украв Різдво                               | Грінч                              |      |
| Кевін Бейкон       | Невидимка                                           | Себастьян Кейн/Невидимка           |      |
| Вінсент Д'Онофріо  | Клітка                                              | Карл Старгером                     |      |
| Ентоні Гопкінс     | Ганнібал                                            | Ганнібал Лектер                    |      |
| Хоакін Фенікс      | Гладіатор                                           | Коммод                             |      |
| 2002               |                                                     |                                    |      |
| Дензел Вашингтон   | Тренувальний день                                   | Алонзо Гарріс                      |      |
| Алія               | Королева проклятих                                  | Королева Акаша                     |      |
| Крістофер Лі       | Володар перснів: Братерство персня                  | Саруман Білий                      |      |
| Тім Рот            | Планета мавп                                        | шимпанзе Тейд                      |      |
| Чжан Цзиї          | Година пік 2                                        | Ху Лі                              |      |
| 2003               |                                                     |                                    |      |
| Дейві Чейз         | Донні Дарко                                         | Саманта Дарко                      |      |
| Віллем Дефо        | Людина-павук                                        | Норман Озборн / Зелений Гоблін     |      |
| Денієл Дей-Льюїс   | Банди Нью-Йорка                                     | Білл «М'ясник» Каттінг             |      |
| Колін Фаррелл      | Шибайголова                                         | Бенджамін Пойндекстер / Мічений    |      |
| Майк Маєрс         | Остін Паверс: Золотий орган                         | Остін Паверс / Доктор Зло          |      |
| 2004               |                                                     |                                    |      |
| Люсі Лью           | Убити Білла. Фільм 1                                | О-рен Ісіі («Щитомордий болотник») |      |
| Ендрю Бринярськи   | Техаська різанина бензопилою                        | Томас Г'юітт / («Шкіряне обличчя») |      |
| Демі Мур           | Янголи Чарлі: Повний вперед                         | Медісон Лі                         |      |
| Джеффрі Раш        | Пірати Карибського моря: Прокляття «Чорної перлини» | Капітан Гектор Барбосса            |      |
| Кіфер Сазерленд    | Телефонна будка                                     | Снайпер                            |      |
| 2005               |                                                     |                                    |      |
| Бен Стіллер        | Вишибайли                                           | Вайт Гудмен                        |      |
| Джим Керрі         | Лемоні Снікет: 33 нещастя                           | Граф Олаф                          |      |
| Том Круз           | Співучасник                                         | Вінсент                            |      |
| Рейчел Мак-Адамс   | Погані дівчиська                                    | Реджина Джордж                     |      |
| Альфред Моліна     | Людина-павук 2                                      | Отто Октавіус / Доктор Восьминіг   |      |
| 2006               |                                                     |                                    |      |
| Гайден Крістенсен  | Зоряні війни: Помста ситхів                         | Енакін Скайвокер / Дарт Вейдер     |      |
| Тобін Белл         | Пила 2                                              | Джон Крамер / «Пила                |      |
| Ральф Файнс        | Гаррі Поттер і келих вогню                          | Лорд Волдеморт                     |      |
| Кілліан Мерфі      | Бетмен: Початок                                     | Джонатан Крейн / Опудало           |      |
| Тільда Свінтон     | Хроніки Нарнії: Лев, чаклунка та шафа               | Біла Чаклунка                      |      |
| 2007               |                                                     |                                    |      |
| Джек Ніколсон      | Відступники                                         | Френсіс «Френк» Кастелло           |      |
| Тобін Белл         | Пила 3                                              | Джон Крамер / «Пила                |      |
| Білл Нагі          | Пірати Карибського моря: Скриня мерця               | Деві Джонс                         |      |
| Родріго Санторо    | 300 спартанців                                      | Ксеркс                             |      |
| Меріл Стріп        | Диявол носить «Прада»                               | Міранда Прістлі                    |      |
| 2008               |                                                     |                                    |      |
| Джонні Депп        | Свіні Тодд                                          | Свіні Тодд / Бенджамін Баркер      |      |
| Хав'єр Бардем      | Старим тут не місце                                 | Антон Чегур                        |      |
| Тофер Грейс        | Людина-павук 3                                      | Едді Брок-молодший / Веном         |      |
| Анджеліна Джолі    | Беовульф                                            | Матір Ґренделя                     |      |
| Дензел Вашингтон   | Гангстер                                            | Френк Лукас                        |      |
| 2009               |                                                     |                                    |      |
| Гіт Леджер         | Темний лицар                                        | Джокер                             |      |
| Люк Госс           | Хеллбой 2: Золота армія                             | принц Нуада                        |      |
| Двейн Джонсон      | Будь кмітливим                                      | Агент 23                           |      |
| Дерек Мірс         | П'ятниця, 13-те                                     | Джейсон Вурхіз                     |      |
| Джонатон Шех       | Випускний вечір                                     | Річард Фентон                      |      |

### 2010-ті
| Рік                 | Переможці й номінанти                         | Фільм                                          | Роль |
| ------------------- | --------------------------------------------- | ---------------------------------------------- | ---- |
| 2010                |                                               |                                                |      |
| Томас Фелтон        | Гаррі Поттер і Напівкровний Принц             | Драко Мелфой                                   |      |
| Гелена Бонем Картер | Аліса в Країні Чудес                          | Червона Королева                               |      |
| Кен Джонг           | Похмілля у Вегасі                             | Леслі Чов                                      |      |
| Стівен Ленг         | Аватар                                        | полковник Майлз Кворіч                         |      |
| Крістоф Вальц       | Безславні виродки                             | штандартенфюрер\|Ганс Ланда                    |      |
| 2011                |                                               |                                                |      |
| Томас Фелтон        | Гаррі Поттер і Смертельні реліквії: Частина 1 | Драко Мелфой                                   |      |
| Нед Бітті           | Історія іграшок 3                             | Лотсо                                          |      |
| Лейтон Містер       | Сусідка по кімнаті                            | Ребекка Еванс                                  |      |
| Міккі Рурк          | Залізна людина                                | Іван Ванко / Батіг                             |      |
| Крістоф Вальц       | Зелений шершень                               | Бенджамін Чуднофськи / Кровоновськи            |      |
| 2012                |                                               |                                                |      |
| Дженніфер Еністон   | Нестерпні боси                                | Джулія Гарріс                                  |      |
| Олівер Купер        | Проєкт Х: Дорвались                           | Коста                                          |      |
| Брайс Даллас Говард | Прислуга                                      | Гіллі Голбрук                                  |      |
| Колін Фаррелл       | Нестерпні боси                                | Боббі Пеллітт                                  |      |
| Джон Гемм           | Подружки нареченої                            | Тед                                            |      |
| 2013                |                                               |                                                |      |
| Том Гіддлстон       | Месники                                       | Локі                                           |      |
| Хав'єр Бардем       | 007: Координати «Скайфолл»                    | Рауль Сильва                                   |      |
| Маріон Котіяр       | Темний лицар повертається                     | Талія аль Гул / Міранда Тейт                   |      |
| Леонардо Ді Капріо  | Джанґо вільний                                | Келвін Кенді                                   |      |
| Том Гарді           | Темний лицар повертається                     | Бейн                                           |      |
| 2014                |                                               |                                                |      |
| Міла Куніс          | Оз: Великий та Могутній                       | Теодора / Люта відьма                          |      |
| Бархад Абді         | Капітан Філліпс                               | Абдувалі Мусе                                  |      |
| Бенедикт Камбербетч | Стартрек: Відплата                            | Джон Гаррісон / Ган                            |      |
| Майкл Фассбендер    | 12 років рабства                              | Едвін Еппс                                     |      |
| Дональд Сазерленд   | Голодні ігри: У вогні                         | Президент Коріолан Сноу                        |      |
| 2015                |                                               |                                                |      |
| Меріл Стріп         | У темному-темному лісі                        | Відьма                                         |      |
| Джилліан Белл       | Мачо і ботан 2                                | Мерседес                                       |      |
| Пітер Дінклейдж     | Люди Ікс: Дні минулого майбутнього            | Болівар Траск                                  |      |
| Розамунд Пайк       | Загублена                                     | Емі Елліот Данн                                |      |
| Дж. К. Сіммонс      | Одержимість                                   | Теренс Флетчер                                 |      |
| 2016                |                                               |                                                |      |
| Адам Драйвер        | Зоряні війни: Пробудження Сили                | Кайло Рен / Бен Соло                           |      |
| Том Гарді           | Легенда Г'ю Гласса                            | Джон Фіцджеральд                               |      |
| Семюел Л. Джексон   | Kingsman: Таємна служба                       | Річмонд Валентайн                              |      |
| Г'ю Кіяс-Бірн       | Шалений Макс: Дорога гніву                    | Несмертел Джо                                  |      |
| Ед Скрейн           | Дедпул                                        | Аякс (Френсіс)                                 |      |
| Джеймс Спейдер      | Месники: Ера Альтрона                         | Альтрон                                        |      |
| 2017                |                                               |                                                |      |
| Джеффрі Дін Морган  | Ходячі мерці                                  | Ніґан                                          |      |
| Веслі Бентлі        | Американська історія жаху: Роенок             | Емброс Вайт                                    |      |
| Марк Стегер         | Дивні дива                                    | демогоргон                                     |      |
| Джаред Лето         | Загін самогубців                              | Джокер                                         |      |
| Еллісон Вільямс     | Пастка                                        | Роуз Ермітедж                                  |      |
| 2018                |                                               |                                                |      |
| Майкл Б. Джордан    | Чорна Пантера                                 | Н'Джадака / Ерік «Рука Смерті» / Чорна Пантера |      |
| Джош Бролін         | Месники: Війна нескінченності                 | Танос                                          |      |
| Адам Драйвер        | Зоряні війни: Останні джедаї                  | Кайло Рен/Бен Соло                             |      |
| Обрі Плаза          | Легіон                                        | Ленні Баскер                                   |      |
| Білл Скашгорд       | Воно                                          | Клоун Пеннівайз (Воно) / Боб Грей              |      |
| 2019                |                                               |                                                |      |
| Джош Бролін         | Месники: Завершення                           | Танос                                          |      |
| Пенн Беджлі         | Ти                                            | Джо Голдберг                                   |      |
| Джоді Комер         | Вбиваючи Єву                                  | Віланель / Оксана Астанкова                    |      |
| Джозеф Файнс        | Оповідь служниці                              | Фред Вотерфорд                                 |      |
| Люпіта Ніонго       | Ми                                            | Аделаїда Вілсон / Ред                          |      |

### 2020-ті
| Рік                         | Переможці й номінанти                     | Фільм                                           | Роль |
| --------------------------- | ----------------------------------------- | ----------------------------------------------- | ---- |
| 2021                        |                                           |                                                 |      |
| Кетрін Ган                  | ВандаВіжен                                | Аґата Гаркнесс / Аґнес                          |      |
| Ая Кеш                      | Хлопаки                                   | Громовиця / Свобода                             |      |
| Джанкарло Еспозіто          | Мандалорець                               | мофф Ґідеон                                     |      |
| Ніколас Голт                | Велика                                    | Петро III                                       |      |
| Юен Мак-Грегор              | Хижі пташки (та фантастична Харлі Квін)   | Чорна маска (Роман Сіоніс)                      |      |
| 2022                        |                                           |                                                 |      |
| Денієл Редкліфф             | Загублене місто                           | Ферфакс                                         |      |
| Джеймс Джуд Кортні          | Хелловін убиває                           | Майкл Маєрс / Форма                             |      |
| Віллем Дефо                 | Людина-павук: Додому шляху нема           | Норман Осборн                                   |      |
| Колін Фаррелл               | Бетмен                                    | Освальд "Оз" Кобблпот / Пінгвін                 |      |
| Вікторія Педретті           | Ти                                        | Лав Квінн                                       |      |
| 2023                        |                                           |                                                 |      |
| Елізабет Олсен              | Доктор Стрендж у мультивсесвіті божевілля | Ванда Максимова / Багряна відьма                |      |
| —                           | Ведмідь під кайфом                        | «Кокаїновий ведмідь»                            |      |
| Джеймі Кемпбелл Бовер       | Дивні дива                                | Пітер Баллард / Генрі Кріл / Векна / Номер Один |      |
| Емі Дональд та Дженна Девіс | M3GAN                                     | M3GAN (на екрані та голос)                      |      |
| Гаррі Стайлс                | Не хвилюйся, серденько                    | Джек                                            |      |